# Kungliga begravningsplatsen
Kungliga begravingsplatsen – oficjalne miejsce pochówku członków szwedzkiej rodziny królewskiej od 1922 roku. Znajduje się na wyspie Karlsborg na jeziorze Brunnsvikenen w gminie Solna. Stanowi część Parku Haga. Dla publiczności jest otwarty w maju oraz od czerwca do sierpnia.

## Historia
Pierwszy pochówek na cmentarzu królewskim w Solnie odbył się w 1922 roku. Wcześniej za miejsce pochówku członków szwedzkiej rodziny królewskiej służył Kościół na Riddarholmen. Księżna koronna Małgorzata, żona księcia koronnego Gustawa Adolfa (późniejszego króla Gustawa VI Adolfa), oświadczyła jednakże, że nie chce być tam pochowana po swojej śmierci. Biorąc również pod uwagę fakt, że kościół na Riddarholmen był już pełen i trudno byłoby znaleźć w nim odpowiednią przestrzeń na kolejne pochówki, pojawiła się potrzeba, aby stworzyć nowy cmentarz. W ten sposób powstał Kungliga begravningsplatsen.

## Pochówki
| Rok  | Zdjęcie | Osoba                             | Rok narodzin i śmierci      | Związek z ówczesnym monarchą szwedzkim                                                                             |
| ---- | ------- | --------------------------------- | --------------------------- | --- |
| 1922 |         | Księżna koronna Małgorzata        | ur. 1882, zm. 1920          | synowa króla Gustawa V, żona księcia koronnego Gustawa Adolfa                                                      |
| 1947 |         | Gustaw Adolf, książę Västerbotten | ur. 1906, zm. 1947          | najstarszy wnuk Gustawa V, syn księcia koronnego Gustawa Adolfa, druga osoba w linii sukcesji do szwedzkiego tronu |
| 1951 |         | Karol, książę Västergötlandu      | ur. 1861, zm. 1951          | stryj króla Gustawa VI Adolfa, brat króla Gustawa V                                                                |
| 1958 |         | Ingeborga, księżna Västergötlandu | ur. 1878, zm. 1958          | stryjenka króla Gustawa VI Adolfa, brat króla Gustawa V, żona Karola                                               |
| 1965 |         | Królowa Ludwika                   | ur. 1889, zm. 1965          | żona króla Gustawa VI Adolfa                                                                                       |
| 1972 |         | Sybilla, księżna Västerbotten     | ur. 1908, zm. 1972          | synowa króla Gustawa VI Adolfa, wdowa po Gustawie Adolfie                                                          |
| 1973 |         | Król Gustaw VI Adolf              | ur. 1882, zm. 1973          | – |
| 1997 |         | Bertil, książę Hallandu           | ur. 1912, zm. 1997          | stryj króla Karola XVI Gustawa, syn króla Gustawa VI Adolfa                                                        |
| 2002 |         | Sigvard Bernadotte                | ur. 1907, zm. 2002          | stryj króla Karola XVI Gustawa, syn króla Gustawa VI Adolfa                                                        |
| 2003 |         | Karol Bernadotte                  | ur. 1911, zm. 2003          | kuzyn króla Karola XVI Gustawa                                                                                     |
| 2012 |         | Karol Jan Bernadotte              | ur. 1916, zm. 5 maja 2012   | stryj króla Karola XVI Gustawa, syn króla Gustawa VI Adolfa                                                        |
| 2013 |         | Liliana, księżna Hallandu         | ur. 1915, zm. 10 marca 2013 | stryjenka króla Karola XVI Gustawa, wdowa po Bertilu, księciu Hallandu                                             |
| 2014 |         | Krystyna Rivelsrud                | ur. 1932, zm. 2014          | wdowa po Karolu Bernadotte                                                                                         |
| 2016 |         | Gunnila Bernadotte                | ur. 1923, zm. 2016          | wdowa po Karolu Janie Bernadotte                                                                                   |
| 2024 |         | Księżniczka Brygida               | ur. 1937, zm. 2024          | starsza siostra króla Karola XVI Gustawa                                                                           |

## Galeria

Nagrobki na cmentarzu królewskim
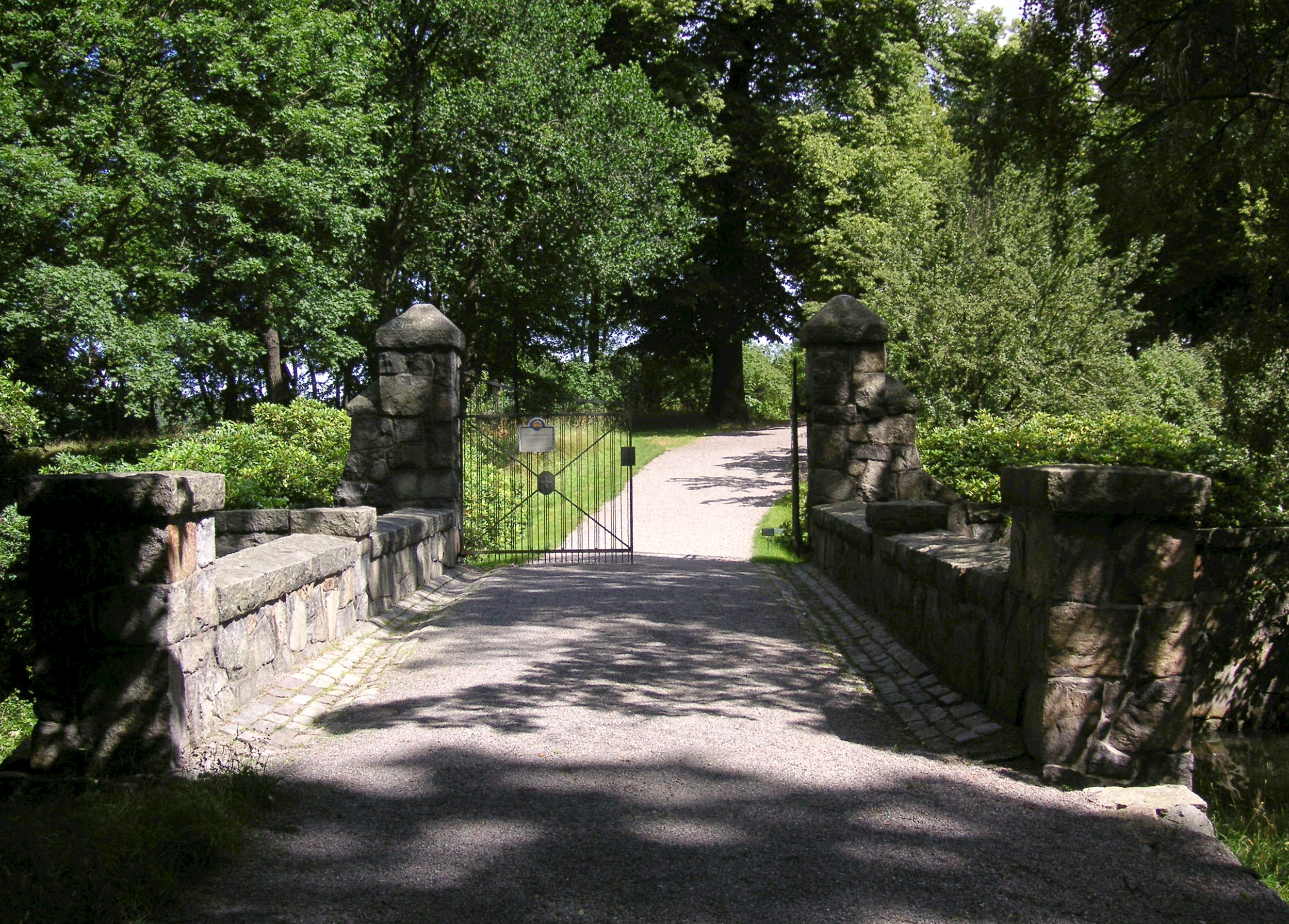
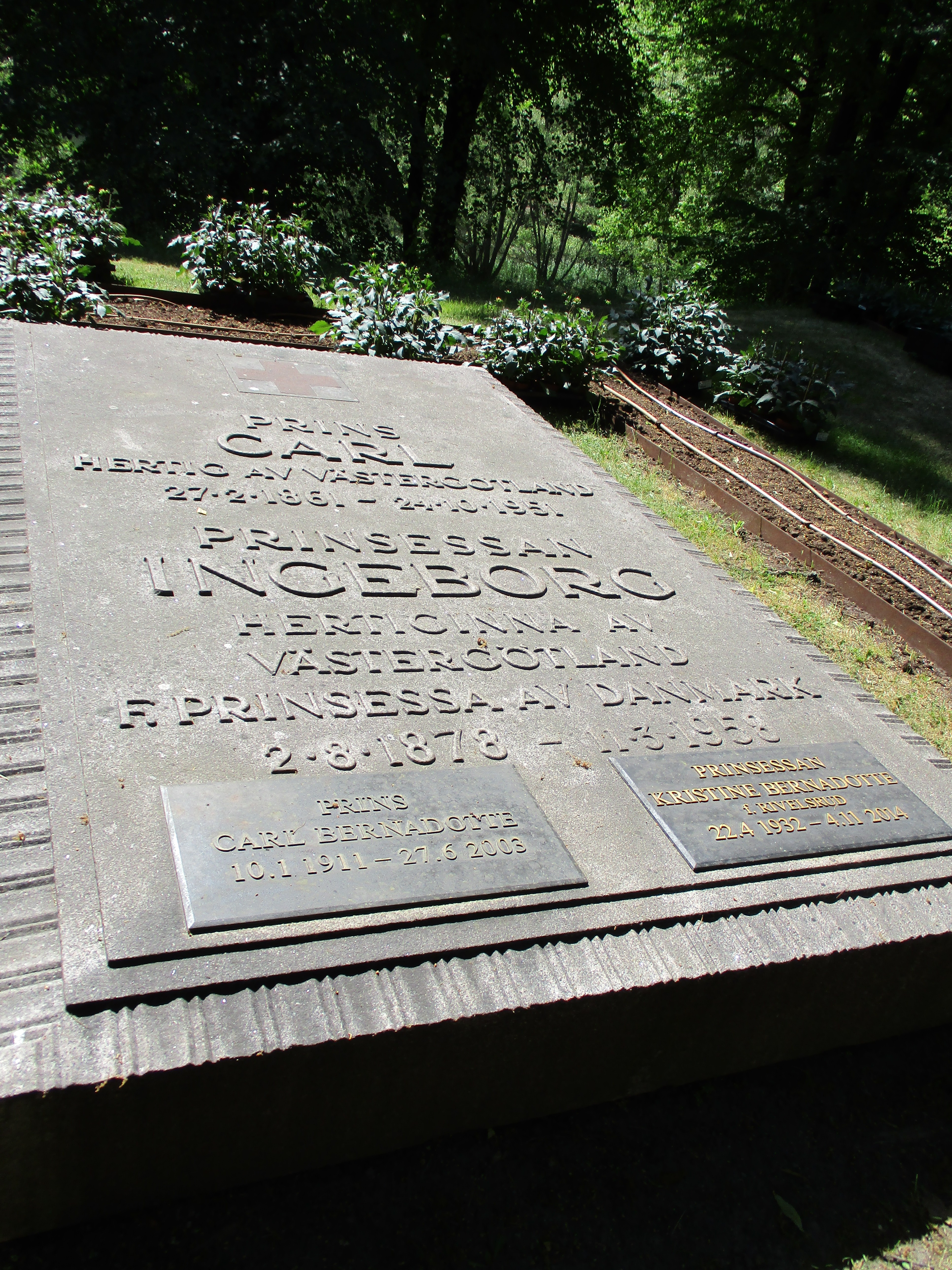
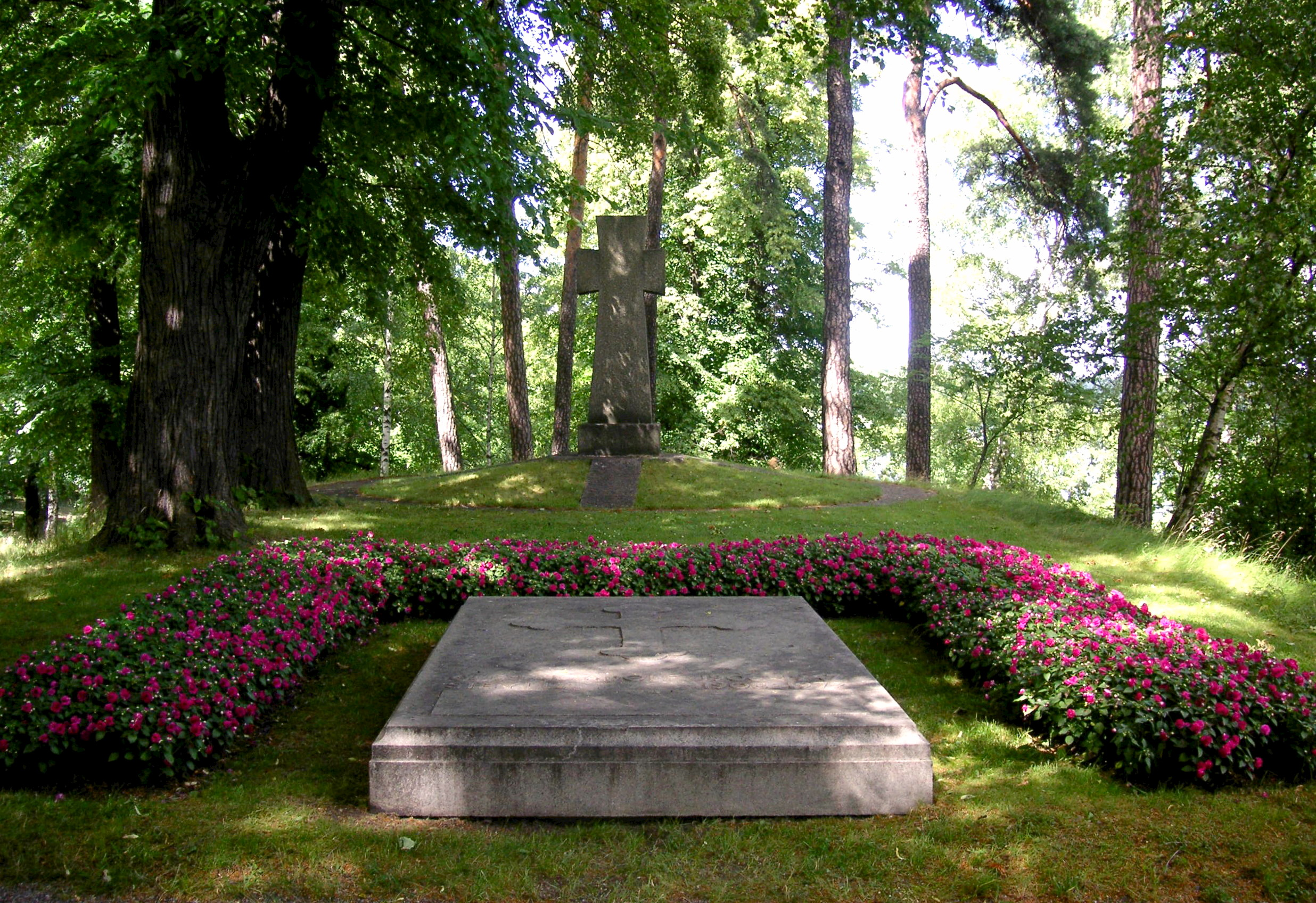
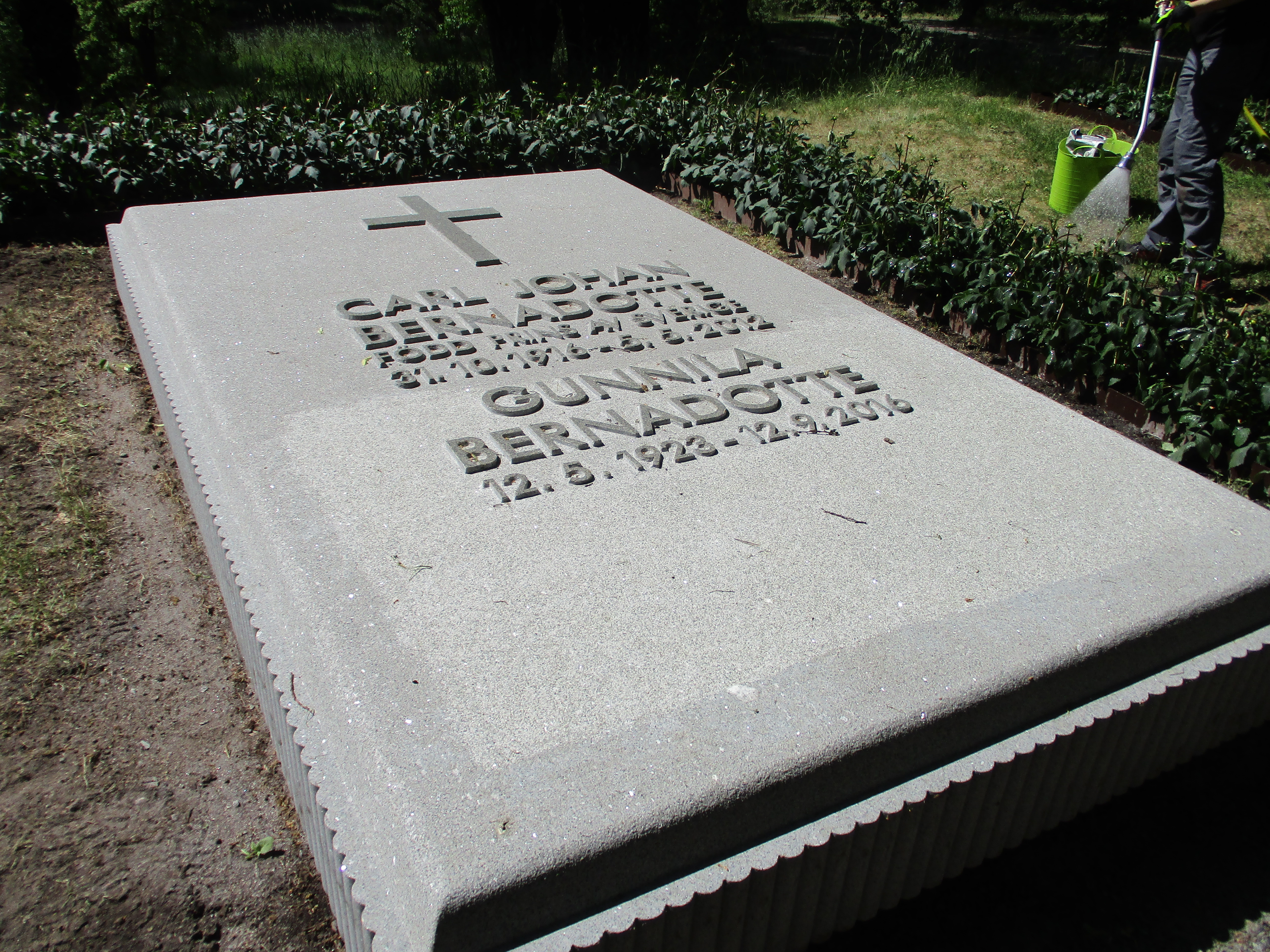
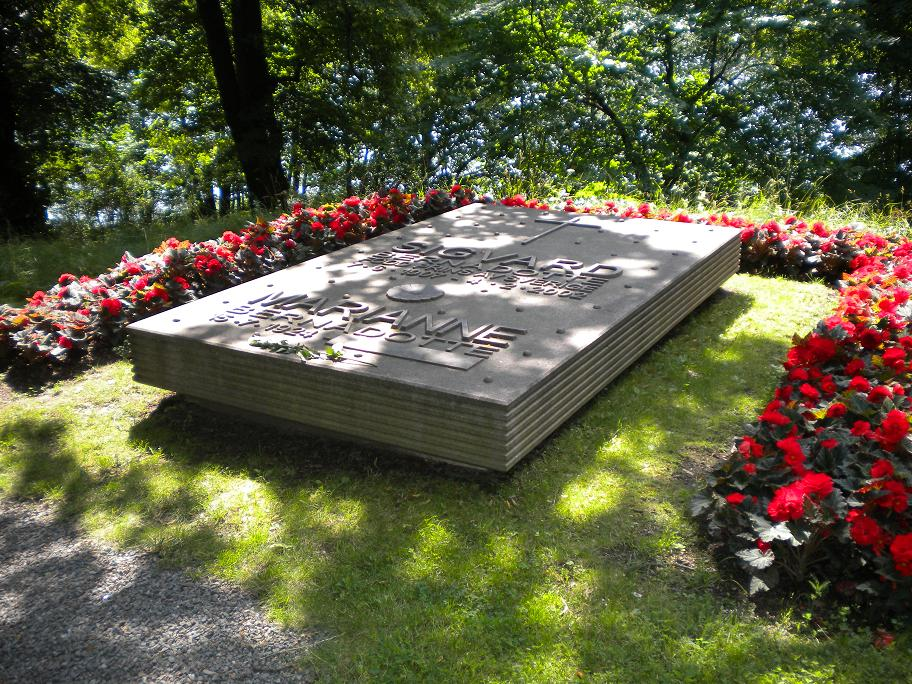